# Marie Roussin
Marie Roussin est une scénariste et show runner française.

## Biographie
Après une formation sur l’écriture du 52′ au Conservatoire européen d'écriture audiovisuelle, Marie Roussin a travaillé en tant que scénariste sur plusieurs séries françaises telles que Fais pas ci, fais pas ça (France 2), Les Bleus (comédie policière, M6), Odysseus (Arte) et Un village français (France 3). Elle a suivi une formation de 15 mois en production et scénario, à UCLA aux États-Unis, puis a travaillé aux côtés de Tom Fontana pour la troisième saison de Borgia (Canal+), et en 2015 sur l’adaptation des Bracelets rouges qui s’est avéré être un grand succès pour TF1. 
Elle a travaillé sur la série Lupin pour Netflix avant de créer la série Mixte pour la plateforme Prime Video. Parallèlement à ses activités, Marie Roussin est également présidente de la Guilde française des scénaristes depuis (2020),.

## Filmographie

### Télévision
- 2013 : Odysseus
- 2017 : Les Bracelets rouges
- 2021 : Mixte